# Neiva Moreira
José Guimarães Neiva Moreira (Nova Iorque, MA, 10 de outubro de 1917 - São Luís, MA, 10 de maio de 2012) foi um jornalista e político brasileiro que representou o Maranhão na Câmara dos Deputados.

## Dados biográficos
Filho de Antônio de Neiva Moreira e Luzia Guimarães Moreira. Entre a infância e a adolescência viveu entre os estados do Maranhão e Piauí. Morador de Barão de Grajaú, migrou para Floriano onde iniciou sua carreira jornalística como um dos fundadores do periódico A Luz. Residiu em Timon antes de ser matriculado no Liceu Piauiense em Teresina, onde conheceu Carlos Castelo Branco, ao lado de quem fundou o jornal A Mocidade. Voltou ao Maranhão em 1940 e concluiu os estudos secundários em São Luís. Funcionário do periódico Pacotilha, mudou-se à cidade do Rio de Janeiro em 1942 quando o jornal em questão foi incorporado aos Diários Associados, razão pela qual trabalhou em órgãos de imprensa como Diário da Noite, O Jornal e O Cruzeiro (revista) antes de trabalhar como redator no Instituto Brasileiro do Café, fato que não inibiu sua colaboração com A Vanguarda e O Semanário, além de fundar O Panfleto. Em 1992 assumiu uma cadeira na Academia Maranhense de Letras, dada a sua atividade como escritor.

## Carreira política
Eleito deputado estadual via PSP em 1950, liderou a bancada oposicionista na Assembleia Legislativa do Maranhão. Fundador e proprietário do Jornal do Povo, elegeu-se deputado federal pela mesma legenda em 1954, 1958 e 1962. Sua atuação parlamentar o fez membro da Frente Parlamentar Nacionalista, mas seu mandato foi cassado em 9 de abril de 1964 pelo Ato Institucional Número Um e teve os direitos políticos suspensos por dez anos.
Preso pelo Regime Militar de 1964, foi libertado e morou por alguns meses na Bolívia antes de exilar-se no Uruguai, Argentina e Peru, países onde manteve sua atividade jornalística e dos quais foi expulso por sucessivos golpes militares. Neste último foi assessor de imprensa do general Juan Velasco Alvarado, presidente do país durante sete anos a partir de 1968. Seguiu então para o México, onde relançou a revista Cadernos do Terceiro Mundo, originalmente editada em Buenos Aires, e criou o livro de referência Guia do Terceiro Mundo. Regressou ao Brasil em 16 de outubro de 1979 graças à Lei da Anistia sancionada pelo presidente João Figueiredo. Com a extinção do bipartidarismo e subseqüente reformulação partidária, aliou-se a Leonel Brizola na luta pela posse do PTB, mas como o Tribunal Superior Eleitoral decidiu em prol do grupo liderado por Ivete Vargas, ingressou no PDT em 1980 antes de retomar seu emprego no Instituto Brasileiro do Café.
Em 1982 foi derrotado ao candidatar-se a deputado federal pelo Maranhão, mas foi secretário de Comunicação Social e depois presidente do Banco de Desenvolvimento do Estado do Rio de Janeiro do Rio de Janeiro durante o primeiro governo Leonel Brizola, eleito para o Palácio Guanabara naquele mesmo ano. Retornou ao seu estado natal em 1986, quando perdeu a eleição para senador. Sua proximidade com Leonel Brizola, porém, o fez vice-presidente nacional do PDT. Eleito suplente de deputado federal em 1990, foi convocado a exercer o mandato quando José Carlos de Saboia exerceu o cargo de secretário municipal de Governo na administração de Conceição Andrade como prefeita de São Luís. De novo suplente em 1994, foi efetivado após a eleição de Domingos Dutra para vice-prefeito da capital maranhense na chapa de Jackson Lago em 1996, sendo reeleito em 1998 e 2002.

## Relações familiares e legado
Dentre os membros de sua família com atuação na política maranhense, podemos citar: José Neiva de Sousa, Pedro Neiva de Santana, Jaime Santana e Euvaldo Neiva. Casou-se com Natália Silva Moreira, tendo um filho, e depois com Beatriz Bissio, com quem teve quatro filhos.
Internado desde final de março de 2012 no UDI Hospital na capital maranhense, faleceu após complicações respiratórias na madrugada de 10 de maio e sepultado no Cemitério do Gavião. Por ocasião de seu centenário, a Academia Maranhense de Letras lançou o livro Neiva Moreira o apóstolo da liberdade, organizado pelo acadêmico Natalino Salgado.

## Obras
- Fronteiras do mundo livre (1949)
- O Exército e a crise brasileira (1968)
- Modelo peruano (1973)
- Brasília, hora zero (1988)
- O nasserismo e a revolução do terceiro mundo
- O pilão da madrugada